# سونيل ثاكور
سونيل ثاكور (بالإنجليزية: Sunil Kumar Thakur)‏ هو لاعب كرة قدم هندي في مركز الدفاع، ولد في 15 أكتوبر 1984 في بنجاب في الهند. لعب مع نادي إيست بنغال.

## وصلات خارجية
- سونيل ثاكور على موقع قاعدة بيانات كرة القدم.إي يو (الإنجليزية)
- سونيل ثاكور على موقع Soccerway.com (الإنجليزية)